# FK Králův Dvůr
FK Králův Dvůr je fotbalový klub z Králova Dvora hrající Českou fotbalovou ligu. Klub byl založen roku 1914. Královodvorský tým je znám také pod přezdívkou "Cábelíci", jejíž původ již není přesně znám - pravděpodobně však pochází z německého slova zappelig znamenajícího v překladu neposedný, neklidný či zmítající se (od něj odvozený výraz "cába" je starým označením pro nádobu na hru v kostky, odtud například vrhcáby).  
Mezi úspěšné odchovance klubu patří Jiří Sabou, Jan Krob, Jaroslav Tregler nebo Martin Vitík.

## Historie
MOL Cup 2015/16
Významnou sportovní událostí nejen pro samotný klub, ale pro celý region, bylo utkání 3. kola domácího poháru MOL Cup, ve kterém FK Králův Dvůr doma přivítal tým AC Sparta Praha. I přesto, že byl středočeský celek jasným outsiderem, dokázal se ve 45. nečekaně dostat do vedení, po trefě Ladislava Volešáka. Královodvorští byli velmi blízko postupové senzaci, která se nakonec nekonala. V 90. min. vyrovnal za hosty Jiráček. Následovaly pokutové kopy, které Sparta vyhrála 5:4 a postoupila do dalšího kola. I remíza po základní hrací době s historicky nejúspěšnějším klubem v Česku však byla pro "Cábelíky" obrovským úspěchem. Atraktivita zápasu nalákala na stadion rekordní počet 3080 diváků, když průměrná návštěva posledních sezon na Českou fotbalovou ligu je kolem 200 diváků.
MOL Cup 2016/17
Králodvorští "Cábelíci" ve 2. kole poháru MOL CUP vyřadili prvoligový FK Teplice po výsledku 1:0, když jedinou branku domácích vstřelil hlavou po rohovém kopu Michal Hell už v 5.minutě utkání. Na stadion dorazilo 500 diváků.
Ve 3. kole poté na domácím stadionu přivítali dalšího zástupce 1. ligy a sice FK Jablonec. Hned v 8. minutě šel Jablonec díky gólu Kubisty do vedení, na ten však dokázali "Cábelíci" zareagovat, když se z rohového kopu prosadil ve 44. minutě Hell. Druhý poločas přinesl velký tlak hostů, ale ti nedokázali překonat domácího brankáře Krčka a za stavu 1:1 se šlo do prodloužení. Ten probíhal ve stejném duchu jako 2.poločas, brankář Krček opět několikrát svůj tým podržel a když Wágner v závěru prodloužení trefil pouze tyč, šlo se na penalty. V něm byli Královodvorští fotbalisté stoprocentní, naopak za Jablonec neproměnil Kubista. FK Králův Dvůr tak vyřadil dalšího soupeře s ambicemi na vítězství v poháru.
Los poté přisoudil "Cábelíkům" tým Bohemians 1905 a zápas se odehrál na stadionu v Ďolíčku. I přes bojovný výkon podlehli hráči 3:1 a ukončili tak svoji pouť pohárem.

## Soupiska
| #  | Pozice | Hráč           |
| -- | ------ | -------------- |
| 20 | B      | Filip Vávra    |
| 2  | Z      | Vojtěch Krejča |
| 4  | O      | Rudolf Novák   |
| 5  | O      | Michal Hell    |
| 7  | Z      | Jakub Dvořák   |
| 8  | Z      | Jan Bíba       |
| 9  | Z      | David Kilián   |
| 10 | Z      | Tomáš Osvald   |
| 11 | Z      | David Beňo     |
| 12 | Z      | Lukáš Václavík |
| 15 | Z      | Adam Jakl      |

| #  | Pozice | Hráč             |
| -- | ------ | ---------------- |
| 16 | Z      | Oleg Osypenko    |
| 17 | Z      | Martin Kraus     |
| 18 | O      | Jakub Novák      |
| 25 | Ú      | Daniel Krejdl    |
| 30 | B      | Daniel Toman     |
|    | B      | Jiří Krček       |
|    | Z      | Daniel Zelenka   |
|    | Z      | Jiří Černý       |
|    | Z      | Matyáš Podroužek |
|    | Z      | Martin Janků     |
|    | Z      | Dominik Dolák    |

## Umístění v jednotlivých sezonách
Stručný přehled
- 2004–2005: Divize B
- 2005–2008: Divize A
- 2008–2019: Česká fotbalová liga
- 2019–2024: Česká fotbalová liga – sk. A
- 2024–2025: Divize A
- 2025–: Česká fotbalová liga – sk. A

Jednotlivé ročníky
Legenda: Z - zápasy, V - výhry, R - remízy, P - porážky, VG - vstřelené góly, OG - obdržené góly, +/- - rozdíl skóre, B - body, červené podbarvení - sestup, zelené podbarvení - postup, fialové podbarvení - reorganizace, změna skupiny či soutěže
| Česko (2004– ) |                              |        |    |    |    |    |    |    |     |    |        |
| Sezóny         | Liga                         | Úroveň | Z  | V  | R  | P  | VG | OG | +/- | B  | Pozice |
| 2004/05        | Divize B                     | 4      | 30 | 15 | 6  | 9  | 60 | 41 | +19 | 51 | 4.     |
| 2005/06        | Divize A                     | 4      | 30 | 11 | 3  | 16 | 44 | 56 | -12 | 36 | 11.    |
| 2006/07        | Divize A                     | 4      | 30 | 17 | 5  | 8  | 55 | 34 | +21 | 56 | 4.     |
| 2007/08        | Divize A                     | 4      | 30 | 19 | 4  | 7  | 63 | 40 | +23 | 61 | 2.     |
| 2008/09        | Česká fotbalová liga         | 3      | 34 | 11 | 7  | 16 | 45 | 64 | -19 | 40 | 13.    |
| 2009/10        | Česká fotbalová liga         | 3      | 32 | 13 | 9  | 10 | 51 | 46 | +5  | 48 | 4.     |
| 2010/11        | Česká fotbalová liga         | 3      | 34 | 12 | 7  | 15 | 39 | 52 | -13 | 43 | 13.    |
| 2011/12        | Česká fotbalová liga         | 3      | 34 | 14 | 8  | 12 | 44 | 50 | -6  | 50 | 8.     |
| 2012/13        | Česká fotbalová liga         | 3      | 34 | 11 | 7  | 16 | 56 | 62 | -6  | 40 | 14.    |
| 2013/14        | Česká fotbalová liga         | 3      | 34 | 17 | 6  | 11 | 50 | 48 | +2  | 57 | 4.     |
| 2014/15        | Česká fotbalová liga         | 3      | 34 | 13 | 11 | 10 | 59 | 44 | +15 | 5  | 5.     |
| 2015/16        | Česká fotbalová liga         | 3      | 36 | 13 | 11 | 12 | 51 | 46 | +5  | 58 | 9.     |
| 2016/17        | Česká fotbalová liga         | 3      | 34 | 18 | 7  | 9  | 55 | 33 | +22 | 64 | 4.     |
| 2017/18        | Česká fotbalová liga         | 3      | 34 | 14 | 7  | 13 | 52 | 57 | -5  | 53 | 11.    |
| 2018/19        | Česká fotbalová liga         | 3      | 32 | 9  | 8  | 15 | 46 | 43 | +3  | 37 | 14.    |
| 2019/20        | Česká fotbalová liga – sk. A | 3      | 15 | 8  | 3  | 4  | 26 | 20 | +6  | 28 | 5.     |
| 2020/21        | Česká fotbalová liga – sk. A | 3      | 8  | 2  | 2  | 4  | 9  | 15 | -6  | 9  | 11.    |
| 2021/22        | Česká fotbalová liga – sk. A | 3      | 28 | 14 | 9  | 5  | 47 | 31 | +16 | 51 | 2.     |
| 2022/23        | Česká fotbalová liga – sk. A | 3      | 30 | 10 | 5  | 12 | 43 | 62 | -19 | 35 | 14.    |
| 2023/24        | Česká fotbalová liga – sk. A | 3      | 30 | 7  | 5  | 18 | 35 | 57 | -22 | 26 | 16.    |
| 2024/25        | Divize A                     | 4      | 30 | 24 | 2  | 4  | 93 | 22 | +71 | 74 | 2.     |

Poznámky:
- 2019/20: Sezona nedohrána kvůli pandemii covidu-19.
- 2020/21: Sezona nedohrána kvůli pandemii covidu-19.